# Comuna Bîșkin, Lebedîn
Bîșkin (în ucraineană Бишкінь) este o comună în raionul Lebedîn, regiunea Sumî, Ucraina, formată din satele Bîșkin (reședința), Ovdeanske, Revkî și Șcetînî.

## Demografie
Componența lingvistică a comunei Bîșkin
     Ucraineană (92,58%)
     Rusă (6,95%)
Conform recensământului din 2001, majoritatea populației comunei Bîșkin era vorbitoare de ucraineană (92,58%), existând în minoritate și vorbitori de rusă (6,95%).